# Josef Körösi

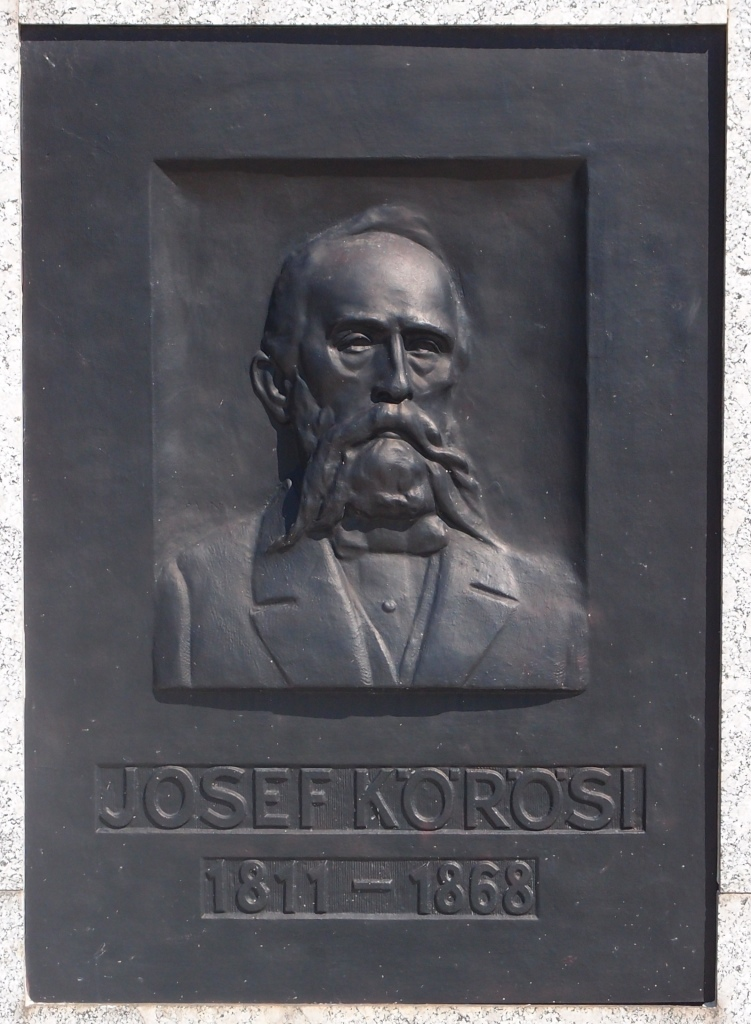
Reliefporträt des Industriellen Josef Körösi an seinem Grab in Graz

Josef Körösi (* 16. Juni 1811 in Szeged; † 31. Jänner 1868 in Graz) war ein österreich-ungarischer Industrieller.
Körösi begann als Lehrling in einer Eisenwarenhandlung in seiner Heimat und zog im Alter von 36 Jahren in die steirische Landeshauptstadt Graz, wo er 1852 die Andritzer Maschinenfabrik mit eigener Eisengießerei, „Brückenbauanstalt“ und Kesselschmiede gründete.
Körösi und seine Gattin Catharina Wirth (1826–1912) wurden im Familiengrab auf dem Steinfeldfriedhof in Graz beigesetzt.
Die Andritzer Maschinenfabrik – heute Andritz AG – gehört zu den ältesten noch existierenden Unternehmen Österreichs und war lange Zeit der wichtigste Arbeitgeber im Raum Graz.
Nach ihm sind die Körösistraße und die dort ansässige Schule in Graz benannt.

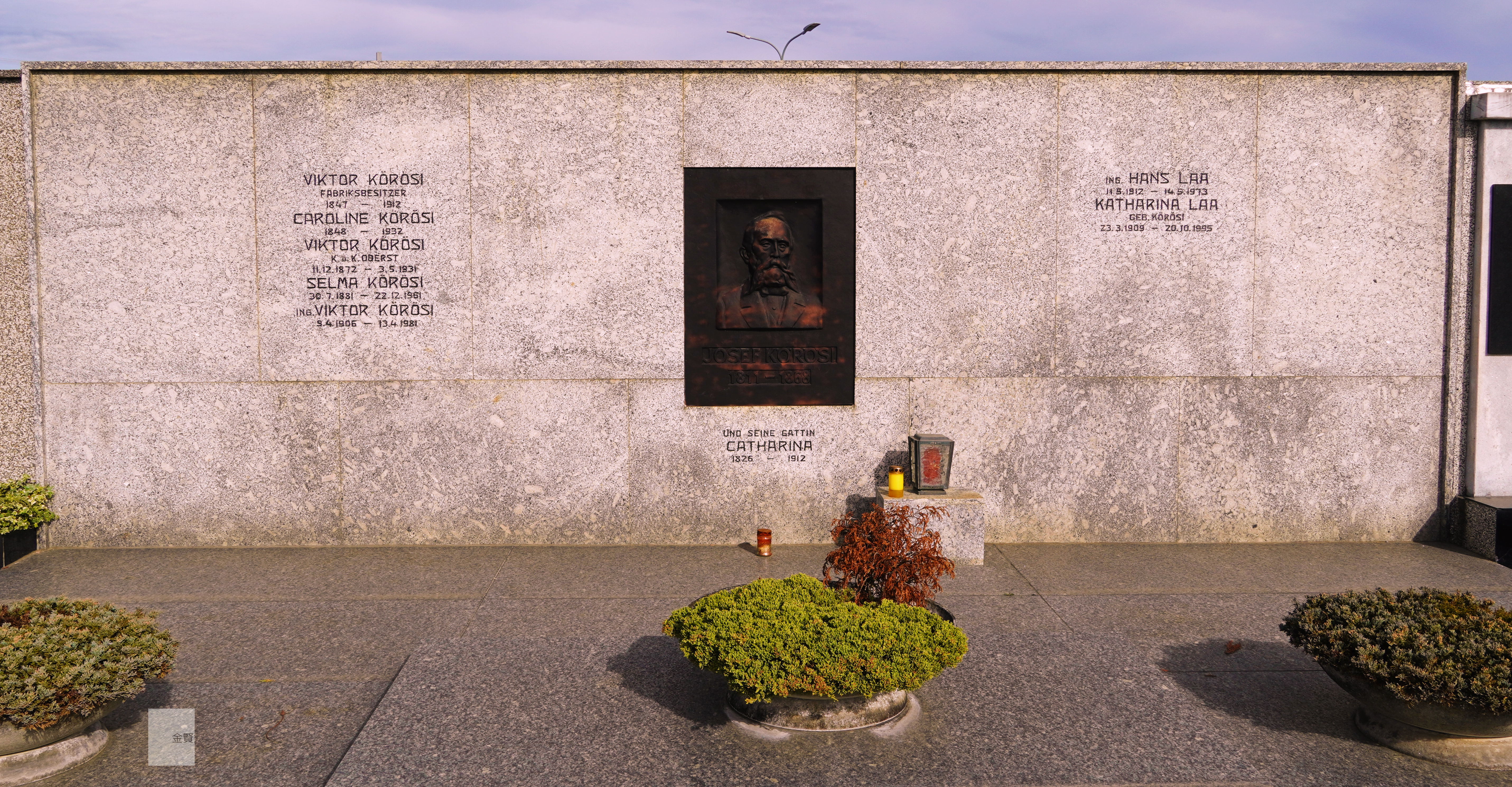
Familiengrab Körösi im Steinfeldfriedhof Graz